# Sybra holoflavogrisea
Sybra holoflavogrisea là một loài bọ cánh cứng trong họ Cerambycidae.